# Chesapeake Shores
Chesapeake Shores es una serie de televisión dramática canadiense/estadounidense basada en las novelas del mismo nombre de Sherryl Woods. La serie tuvo un estreno de dos horas en Hallmark Channel el 14 de agosto de 2016.
El 15 de enero de 2017, Hallmark Channel anunció que se renovó para una segunda temporada de 10 episodios, que se emitió del 6 de agosto al 8 de octubre de 2017.
El 13 de enero de 2018, se anunció que la serie se renovó para una tercera temporada de 10 episodios, que se emitió al aire entre el 5 de agosto y el 27 de octubre de 2018.
La cuarta temporada tuvo 6 episodios, desde el 25 de agosto al 29 de septiembre de 2019. Fue anunciada en febrero de ese mismo año.
La quinta temporada tuvo 10 episodios, desde el 16 de agosto al 18 de octubre de 2021. Fue anunciada el 28 de febrero de 2020.
La sexta y última temporada se estrenó el 14 de agosto de 2022.

## Sinopsis
Abby O'Brien Winters regresa de Nueva York a su ciudad natal de Chesapeake Shores, Maryland, después de recibir una llamada telefónica de su hermana menor, Jess, que está renovando el Inn at Eagle Point. La exigente carrera, el divorcio y las hijas de Abby la han mantenido demasiado ocupada para pensar siquiera en la ciudad que su padre construyó. Salvar la posada de su hermana de la ejecución hipotecaria significa lidiar no solo con su familia fracturada, sino también con Trace Riley, su primer amor a quien dejó abruptamente hace dieciséis años. Inicialmente es un obstáculo, pero se convierte en un aliado inesperado y en una segunda oportunidad para encontrar el amor. La problemática dinámica familiar se intensifica cuando la madre de Abby regresa a la ciudad.

## Elenco y personajes

### Principales
- Meghan Ory como Abby O'Brien-Winters, una mujer de gran trayectoria en la ciudad de Nueva York, divorciada, madre de dos hijas pequeñas y la mayor de los cinco hijos de Mick y Megan. Después de años lejos de su familia, viaja a su pueblo natal de Chesapeake Shores y decide quedarse.
- Jesse Metcalfe como Trace Riley, un músico y primer amor de Abby que ha regresado a Chesapeake Shores desde Nashville. Después de la escuela secundaria, Abby abandonó bruscamente Trace y Chesapeake Shores sin previo aviso, una acción por la cual él nunca la ha perdonado.
- Treat Williams como Mick O'Brien, patriarca de los O'Briens. Su esposa Megan lo dejó hace muchos años, convirtiéndolo en un padre soltero que trabaja arduamente para mantener a su familia.
- Diane Ladd como Nell O'Brien, matriarca de los O'Briens y madre de Mick. Cuando Megan se mudó y Mick estaba frecuentemente en el camino al trabajo, Nell se convirtió en la principal cuidadora de niños.
- Laci J. Mailey como Jess O'Brien,La hermana menor de Abby que ha comprado una antigua posada en ruinas que pretende transformar en una cama y desayuno. . Al borde de un desastre financiero, debe recurrir a Abby para salvarla de una bancarrota anticipada.
- Emilie Ullerup como Bree Elizabeth O'Brien, que es una dramaturga luchadora que vive en Chicago. Su primera obra le valió críticas entusiastas, pero todavía tiene que recrear su éxito. El bloqueo de escritora y la enfermedad de su abuela la hacen volver a casa.
- Barbara Niven como Megan, esposa separada de Mick. Sus hijos guardan rencor por su partida hace muchos años, pero ella afirma que Mick no le dejó otra opción. Ella no podía estar cerca de él, pero tampoco quería desarraigar a los niños de su hogar.
- Brendan Penny como Kevin O'Brien, , hijo mayor de Mick y Megan. Inicialmente un médico en el ejército de los Estados Unidos.
- Andrew Francis como Connor O'Brien, hijo menor de Mick y Megan que inicialmente es estudiante de derecho y más tarde aspirante a abogado.

### Recurrentes
- Abbie Magnuson como Caitlyn Winters, hija de Abby y Wes.
- Kayden Magnuson como Carrie Winters, hija de Abby y Wes.
- Michael Karl Richards as Wes Winters, el exmarido de Abby.
- Brittany Willacy como Leigh Corley, compositora y compañera de Trace en la banda.
- Serge Houde como Del Granger, el nuevo jefe de Abby en Baltimore.
- Britt Irvin como Danielle Clayman, compañera de la escuela de leyes de Connor que se convierte en su interés amoroso.
- Ali Liebert como Georgia Eyles, la ex prometida de Kevin (temp. 1)
- Karen Kruper como Dee Riley, madre de Trace.
- Tom Butler como Lawrence Riley, padre de Trace.
- Carlo Marks as David Peck, el novio de Jess que parece tener más en común con Bree.
- Kyle Cassie como Martin Demming, exnovio de Bree desde hace mucho tiempo.
- Bradley Stryker como John Rawl (temp. 2)
- Jessica Sipos como Sarah Mercer, bombera local y el interés amoroso de Kevin. (temp. 2)
- Gregory Harrison como Thomas O'Brien, hermano de Mick (temp. 2)
- Victor Webster como Douglas Peterson, un viudo con quien Abby se encuentra y que luego se asocia con Mick en un acuerdo del desarrollo de tierras. (temp. 2)
- Jerry Trimble como Mark Hall, un ejecutivo musical de Nashville que se interesa por la banda de Trace. (temp. 2)
- Oliver Rice como Simon Atwater, un novelista y el breve interés amoroso de Bree. (temp. 2)

## Producción
Además de interpretar al personaje de Trace, Jesse Metcalfe interpreta algunas de las canciones utilizadas en los episodios de la serie, él fue un compositor de canciones durante más de una década, y compuso dos de las canciones él mismo.

### Rodaje
Chesapeake Shores se filma en Qualicum Beach en la isla de Vancouver y Parksville, British Columbia. La primera temporada se filmó allí desde mayo hasta julio de 2016.
La producción para la segunda temporada comenzó en la primavera de 2017.